# Magdalenenkirche (München)

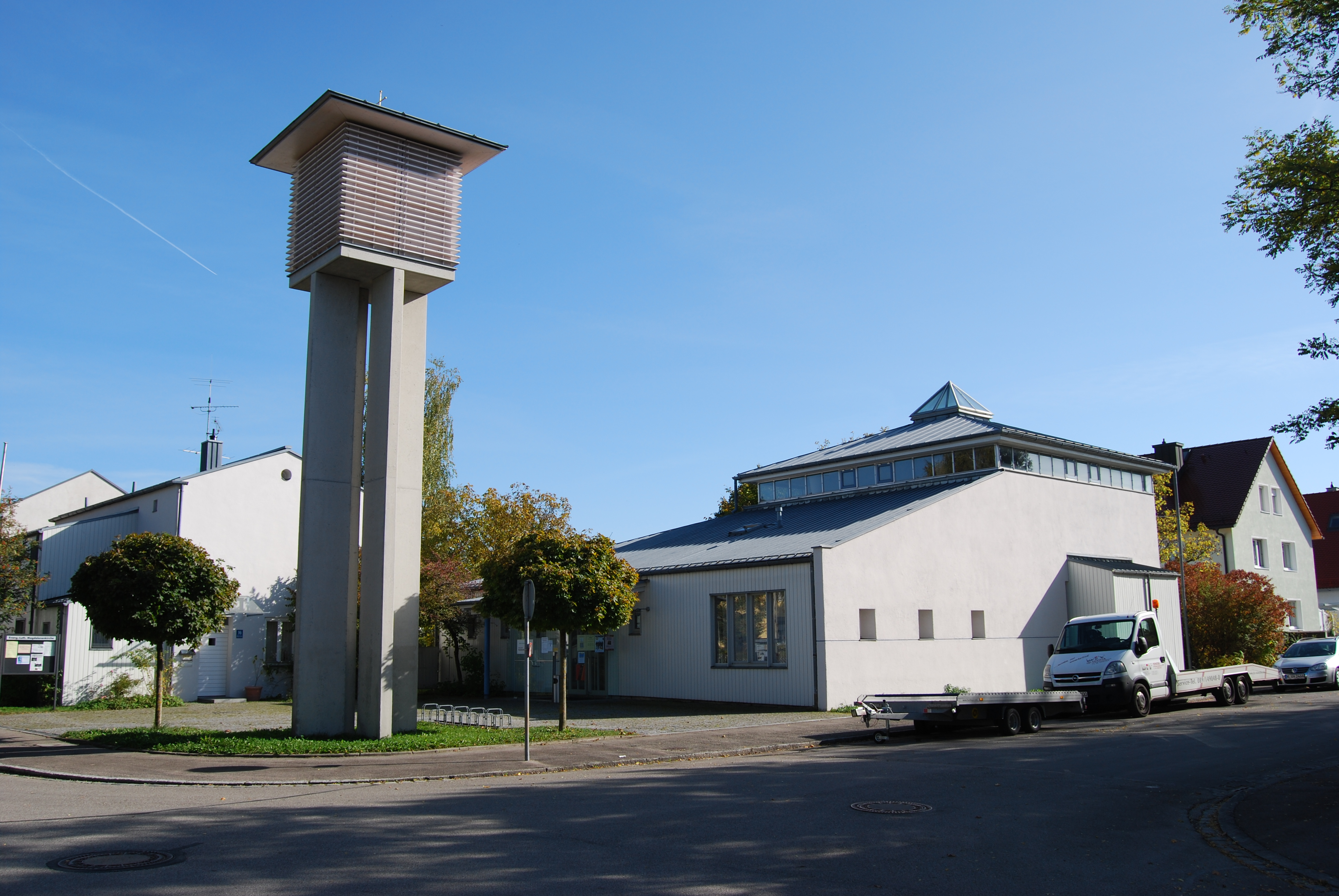
Magdalenenkirche

Die Magdalenenkirche ist eine evangelisch-lutherische Kirche in der Ohlauerstraße 16 in München-Moosach. Sie wurde 1989 von der Heilig-Geist-Gemeinde errichtet und ist damit die jüngste der drei Gemeindekirchen, zu denen auch die Heilig-Geist-Kirche und die Olympiakirche zählen.